# Schimpera
Schimpera là chi thực vật có hoa trong họ Cải.